# Ridesport under sommer-OL 2012
Ridesport under Sommer-OL 2012 var på det olympiske program for 24. gang under OL-2012 i London. Konkurrencerne bliver gennemført i perioden 28. juli til 9. august ved Queen's House i Greenwich Park. Der blev konkurreret om i alt seks olympiske titler, tre individuelle og tre i hold, i military, dressur og ridebanespringning.

## Medaljer
| Hestesport under sommer-OL 2012 London | Hestesport under sommer-OL 2012 London | Hestesport under sommer-OL 2012 London | Hestesport under sommer-OL 2012 London | Hestesport under sommer-OL 2012 London | Hestesport under sommer-OL 2012 London |
| -------------------------------------- | -------------------------------------- | -------------------------------------- | -------------------------------------- | -------------------------------------- | -------------------------------------- |
| Nr.                                    | Land                                   | Guld                                   | Sølv                                   | Bronze                                 | Totalt                                 |
| 1.                                     | Storbritannien (GBR)                   | 3                                      | 1                                      | 1                                      | 5                                      |
| 1.                                     | Tyskland (GER)                         | 2                                      | 1                                      | 1                                      | 4                                      |
| 3.                                     | Holland (NED)                          | 0                                      | 2                                      | 1                                      | 2                                      |
| 4.                                     | Sverige (SWE)}                         | 0                                      | 1                                      | 0                                      | 1                                      |
| 5.                                     | New Zealand (NZL)                      | 0                                      | 0                                      | 1                                      | 1                                      |
| 5.                                     | Saudi-Arabien (KSA)                    | 0                                      | 0                                      | 1                                      | 1                                      |
| Totalt                                 | Totalt                                 | 5                                      | 5                                      | 5                                      | 15                                     |